# Compsodiplosis tristis
Compsodiplosis tristis är en tvåvingeart som beskrevs av Tavares 1915. Compsodiplosis tristis ingår i släktet Compsodiplosis och familjen gallmyggor. Inga underarter finns listade i Catalogue of Life.